# ITIN-Italimprese Industrie
ITIN, acronimo di Italimprese Industrie, è stato un costruttore ferroviario catanese, facente parte del Gruppo Rendo.

## Storia
L'ITIN era nata come IMPA S.p.A., con sede a Catania; il 31 dicembre 1989, cambiò la propria ragione sociale in ITIN, incorporando le disciolte SAEM S.p.A. di Roma, IMPA S.p.A. di Catania, e TECNAm di Milano; tutte aziende operanti nel settore delle costruzioni meccaniche, carpenterie metalliche e costruzioni di rotabili ferroviari, quali locomotive ed automotrici, carri merci, carrozze ferroviarie e rotabili di servizio, come motocarrelli per l'ispezione e la manutenzione delle linee, e per i lavori TE. Gli stabilimenti e gli uffici principali, avevano sede nella Zona industriale di Catania-V Strada, ed occupavano un'area di 35.500 m².

## Produzioni
Il fiore all'occhiello del gruppo, fu l'importante commessa per la costruzione e il montaggio delle locomotive elettriche E.652 delle FS, ottenuta per conto della capocommessa Ansaldo Trasporti, ma fu anche "il canto del cigno", poiché con la consegna alle FS della locomotiva E.652.161, nel gennaio del 1996, cessò la produzione. Nel 1994 infatti la società era entrata in grave crisi, sfociata in procedura fallimentare. Gli stabilimenti furono alienati per provvedimento fallimentare nel 2006.
L'ITIN ha prodotto anche:
- Locomotive DE. 122 da 1220 kW, per le Ferrovie del Sud-Est e per l'ACT di Reggio Emilia, in numero di 5 unità;
- Automotrici ADe 21-25 per la Ferrovia Circumetnea, in numero di 5 unità[3];
- Locomotiva da manovra prototipo 218.8201 (costruita da SAEM, stabilimento di Catania, nel 1983)[4] e le unità successive della serie;
- Vari motocarrelli di servizio per le Ferrovie dello Stato;
- Carrozze tipo UIC-Z, per le Ferrovie dello Stato[5];
- 40 bagagliai a carrelli tipo Z, per le Ferrovie dello Stato[6];
- Le locomotive E.652 furono prodotte in numero di 25 unità come sottocommessa Ansaldo, per le Ferrovie dello Stato. Tra il 14 dicembre 1991, e il 5 maggio 1993, furono consegnate 18 unità della locomotiva E.652; dalla 008 alla 026 della 1ª serie, e tra il 16 dicembre 1993, e l'11 gennaio 1996, le unità 107 e 108, e dall'unità 157 all'unità 161[5].